# 3359 Пуркарі
3359 Пуркарі (3359 Purcari) — астероїд головного поясу, відкритий 13 вересня 1978 року.
Тіссеранів параметр щодо Юпітера — 3,607.